# Стальной паук
Стальной паук (англ. Steel Spider), настоящее имя Оливер «Олли» Осник (англ. Oliver «Ollie» Osnick) — персонаж американских комиксов издательства Marvel Comics, созданный сценаристом Биллом Мантло и художником Эдом Ханниганом и дебютировавший в комиксе The Spectacular Spider-Man #72 (ноябрь 1982). Наиболее известен как один из союзников супергероя Человека-паука.
Олли Осник — вундеркинд, вдохновившийся героизмом Человека-паука, который решил последовать пути своего кумира и стать супергероем. При первом появлении он соорудил себе четыре механические конечности, напоминающие щупальца суперзлодея Доктора Осьминога, но в то же время носил костюм Человека-паука, за что и получил прозвища Малыш-осьминог (англ. Kid Ock) и Малыш-паук (англ. Spider-Kid). Годы спустя, возмужавший Олли полностью переработал свой супергеройский образ и привлёк внимание Нормана Озборна, на тот момент являвшегося директором Громовержцев, который поручил своим подчинённым захватить Осника. Стальной паук сразился с Веномом Маком Гарганом, который откусил ему левую руку, после чего Олли попал в тюрьму в Негативной Зоне. Во время импринта Heroic Age Стальной паук был освобождён.
С момента своего первого появления в комиксах персонаж фигурировал в других медиа по мотивам продукции Marvel Comics, включая мультсериалы и видеоигры.

## Вне комиксов

### Телевидение
- Олли Осник появляется в эпизоде «Челвек-пак!» мультсериала «Великий Человек-паук» (2012), где его озвучил Джейсон Марсден[11].
- Джош Китон озвучил Стального паука в мультсериале «Человек-паук» (2017)[11].

### Видеоигры
Стальной паук — один из игровых персонажей в Spider-Man Unlimited (2014).